# リバティー郡 (テキサス州)
リバティー郡（Liberty County）は、アメリカ合衆国テキサス州の郡である。人口は9万1628人（2020年）。郡庁所在地はリバティーである。

## 地理

テキサス州内の位置

アメリカ合衆国統計局によると、この郡は総面積3,046 km2 (1,176 mi2) である。このうち3,004 km2 (1,160 mi2) が陸地で43 km2 (17 mi2) が水地域である。総面積の1.41%が水地域となっている。

### 隣接する郡
- ポーク郡  (北)
- ハーディン郡  (東)
- ジェファーソン郡  (南東)
- チェンバーズ郡  (南)
- ハリス郡  (南西)
- モンゴメリー郡  (西)
- サンジャシント郡  (北西)

## 人口動勢
2000年国勢調査で、この郡は人口70,154人、23,242世帯、及び17,756家族が暮らしている。人口密度は23/km2 (60/mi2) である。9/km2 (23/mi2) の平均的な密度に26,359軒の住宅が建っている。この郡の人種的な構成は白人78.90%、アフリカン・アメリカン12.82%、先住民0.47%、アジア0.32%、太平洋諸島系0.03%、その他の人種6.03%、及び混血1.43%である。ここの人口の10.92%はヒスパニックまたはラテン系である。
この郡内の住民は27.60%が18歳未満の未成年、18歳以上24歳以下が9.20%、25歳以上44歳以下が31.60%、45歳以上64歳以下が21.40%、及び65歳以上が10.30%にわたっている。中央値年齢は34歳である。女性100人ごとに対して男性は95.70人である。18歳以上の女性100人ごとに対して男性は92.40人である。
この郡内の世帯ごとの平均的な収入は38,361米ドルであり、家族ごとの平均的な収入は43,744米ドルである。男性は37,957米ドルに対して女性は22,703米ドルの平均的な収入がある。この郡の一人当たりの収入 (per capita income) は15,539米ドルである。人口の14.30%及び家族の11.10%は貧困線以下である。全人口のうち18歳未満の18.30%及び65歳以上の15.00%は貧困線以下の生活を送っている。

## 都市及び町
| - リバティー（郡庁所在地） - ノースクリーブランド - クリーブランド - ハーディン - デイトン | - Dayton Lakes - Devers - Kenefick - Ames - Daisetta - Plum Grove |